# Trinkwein
Als Trinkwein werden fehlerlose einfache Weine ohne besondere Qualitäten bezeichnet. Sie sind in der Regel nicht lagerfähige Jungweine und zum raschen Verbrauch (innerhalb eines Jahres) bestimmt.
Weitere Bezeichnungen sind Alltagswein, Konsumwein, Schankwein, Schoppenwein, Tischwein, Zapfwein oder Zechwein. Trinkwein bzw. seine Synonyme sind keine weinrechtliche Bezeichnung.
Auf Flaschen abgefüllt geht er häufig z. B. über Supermärkte an den Endverbraucher. In Gaststätten oder Besenwirtschaften wird der Schankwein als offener Wein auch aus größeren Gebinden wie Fässern (Fasswein) oder Glasballons abgefüllt.
Das Wort „Trinkwein“ (auch Trinkewein) ist seit Anfang des 14. Jahrhunderts mit der Bedeutung „wein für den hausgebrauch“, „hauswein“, bezeugt.